# Bianca Majolie
Bianca Majolie est une scénariste américaine.

## Filmographie
- 1936 : Elmer l'éléphant
- 1937 : Cabaret de nuit
- 1940 : Pinocchio traduction de l'œuvre de Collodi
- 1940 : Fantasia séquence Casse-Noisette
- 1950 : Cendrillon scénario de 1940 non retenu[1]